# 能取湖

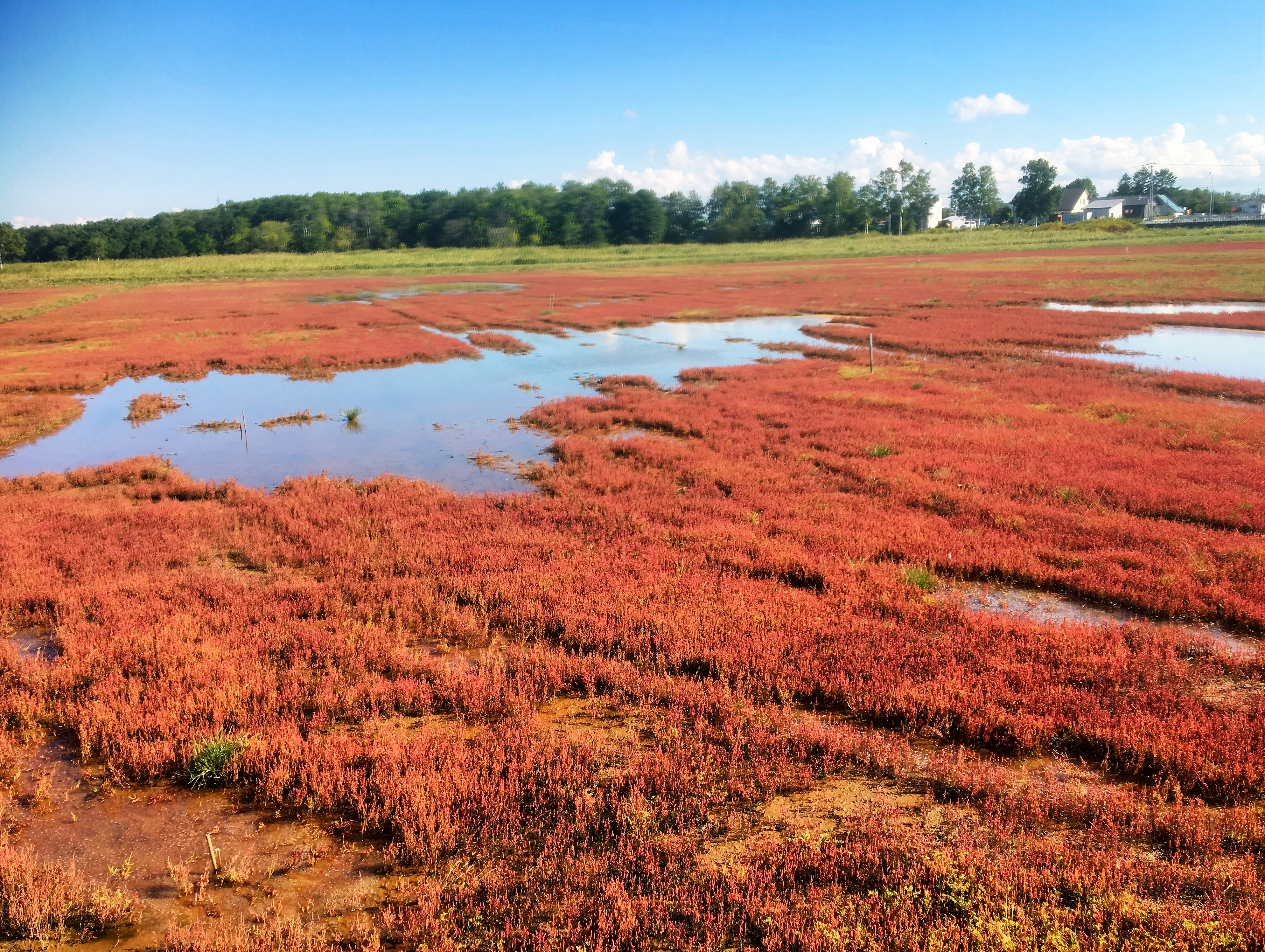
能取湖畔旁的鹽角草

能取湖（日语：能取湖）是位於日本北海道網走市的一個湖泊，也是網走国定公園的一部分。能取湖這一名稱來自於附近的能取岬。能取湖是日本面積第14大湖泊，也是一個海水湖。
「能取」的名稱來自阿伊努語的「not-or」，意思是有海岬的地方。